# Martín Fiz
Martín Fiz (Vitoria-Gasteiz, 3 de março de 1963) é um atleta espanhol, especialista em corridas de fundo. Foi campeão mundial da maratona nos Campeonatos do Mundo de Gotemburgo em 1995.

## Carreira desportiva
Depois de passar vários anos disputando provas de fundo,  foi medalha de ouro de 3000 metros com obstáculos nos Campeonatos Iberoamericanos de México (1988) e duas vezes campeão de Espanha de cross (1990 e 92). Em 1993 começou a correr a maratona, tendo sido o primeiro atleta espanhol a ter sucesso tanto em provas de pista como na maratona.
Verdadeiro marco do historial da maratona em Espanha, Martín Fiz colheu uma série de êxitos que popularizaram esta prova em Espanha, abrindo caminho a outros atletas como Abel Antón, Diego García, Fabián Roncero, Chema Martínez, Julio Rey, entre outros. Ganhou, entre outras, as de Helsínquia (1993 e 94), Roterdão (1995), Seul (1996 e 97) e Otsu (1999), para além de ser medalha de ouro nos Campeonatos europeus de Helsínquia (1994) e nos mundiais de Gotemburgo (1995). Nos Jogos Olímpicos de Atlanta (1996) foi quarto e nos mundiais de Atenas (1997) foi medalha de prata. A sua última grande competição foi a maratona dos Jogos Olímpicos de Sydney (1996), na qual se classificou em sexto lugar.
Nos europeos de Helsínquia 1994, compartilhou o pódio com os seus compatriotas Diego García e Alberto Juzdado, ganhando a medalha de ouro por equipas da Taça da Europa de Maratona.
Natural do País Basco, Martín Fiz foi, em dezembro de 2008, um dos assinantes do manifesto nacionalista em apoio às selecções desportivas de Euskadi.
Em sua homenagem, realiza-se todos os anos na sua cidade natal (Vitoria) uma maratona com o seu nome.

## Melhores marcas pessoais
| Prova                      | Data                   | Local                    | Marca    |
| -------------------------- | ---------------------- | ------------------------ | -------- |
| 1500 metros                | 1 de janeiro de 1988   |                          | 3:44.0   |
| 3000 metros                | 30 de julho de 1990    | Getxo, Espanha           | 7:50.17  |
| 5000 metros                | 17 de julho de 1991    | Roma, Itália             | 13:20.01 |
| 10000 metros               | 1 de julho de 1998     | Barakaldo, Espanha       | 27:49.61 |
| 3000 metros com obstáculos | 5 de setembro de 1987  | Getxo, Espanha           | 8:28.9   |
| Meia-maratona              | 29 de setembro de 1996 | Grevenmacher, Luxemburgo | 1:01:08  |
| Maratona                   | 2 de março de 1997     | Otsu, Japão              | 2:08:05  |